# Grant Allen
Charles Grant Blairfindie Allen (Kingston, Província do Canadá, 24 de fevereiro de 1848 — Hindhead, Surrey, 25 de outubro de 1899) foi um escritor de ciência e romancista britânico, e um sustentador de sucesso da teoria da evolução.

## Biografia
Allen nasceu perto de Kingston, na Província do Canadá (atualmente incorporada a Ontário), o segundo filho de Catharine Ann Grant e do reverendo Joseph Antisell Allen, um ministro protestante de Dublin, Irlanda. Sua mãe era filha do quinto Barão de Longueuil. Foi educado em casa até que, aos 13 anos, a família se mudou para os Estados Unidos, depois para a França e, finalmente, para o Reino Unido. Foi educado na King Edward's School em Birmingham e no Merton College em Oxford, ambos no Reino Unido. Após a formatura, Allen estudou na França, lecionou no Brighton College, em 1870-1871 e aos vinte e cinco anos de idade tornou-se professor no Queen's College, uma escola para negros na Jamaica.
Apesar de seu pai ser um religioso, Allen tornou-se agnóstico e socialista. Depois de deixar sua cátedra, em 1876, retornou à Inglaterra, onde transferiu seu talento para a escrita, ganhando fama por seus ensaios sobre ciência e por obras literárias. Um de seus primeiros artigos, Note-Deafness (uma descrição do que é agora chamado de amusia, isto é, a perda completa ou parcial da faculdade musical, publicado em 1878 na revista Mind) é citado com aprovação em um livro recente de Oliver Sacks.
Seus primeiros livros foram sobre temas científicos, e incluem Physiological Æsthetics (1877) e Flowers and Their Pedigrees (1886). Foi inicialmente influenciado pela psicologia associacionista como foi exposta por Alexander Bain e Herbert Spencer, este último muitas vezes considerado a pessoa mais importante na transição da psicologia associacionista para o funcionalismo darwiniano. Em muitos artigos de Allen sobre flores e percepção dos insetos, os argumentos darwinianos substituem os velhos termos spencerianos. Em um nível pessoal, uma longa amizade que começou quando Allen conheceu Spencer em seu retorno da Jamaica, também cresceu inquieta ao longo dos anos. Allen escreveu um artigo crítico e biográfico sobre Spencer, que foi publicado depois de Spencer ter falecido.

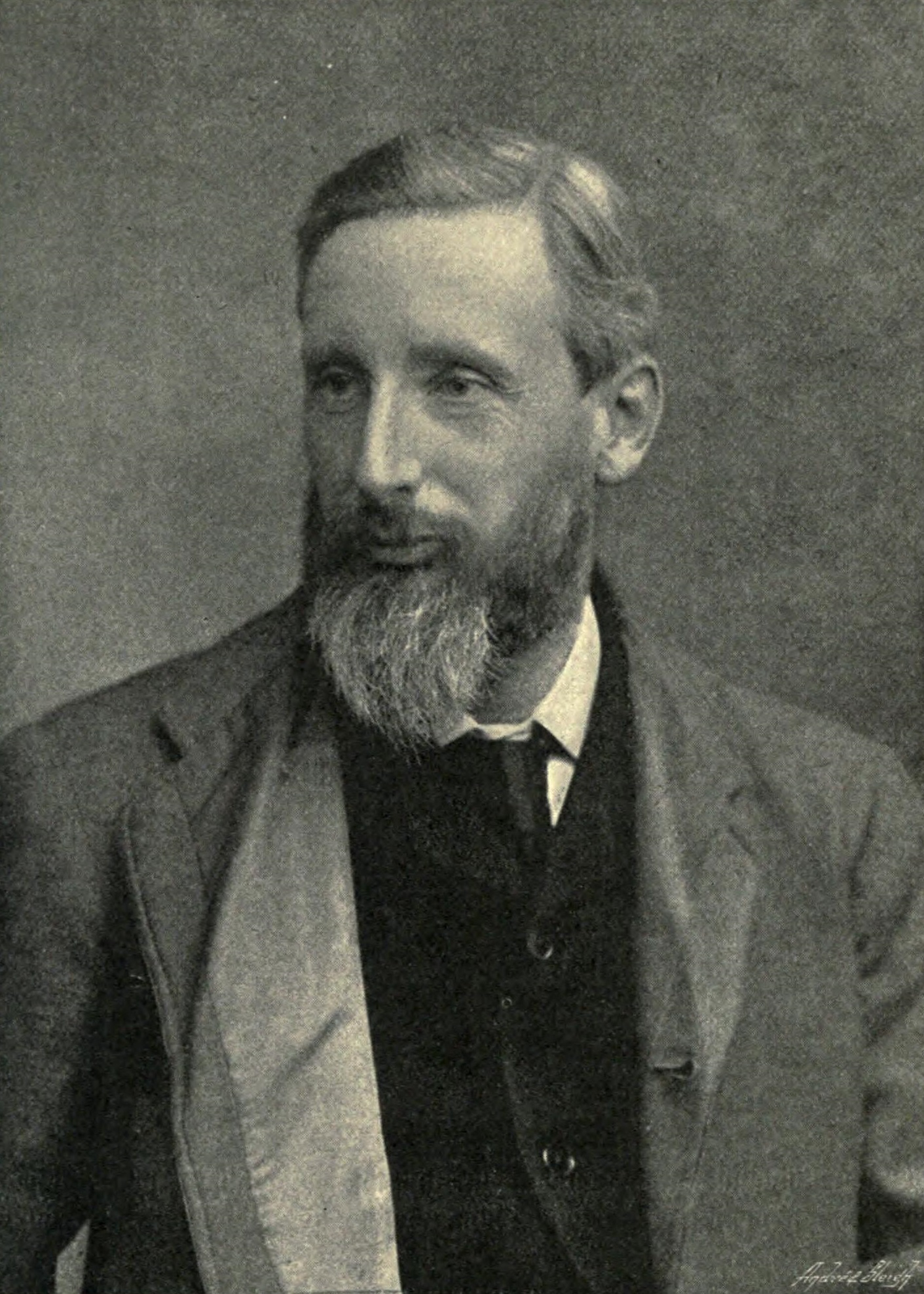
Retrato de Grant Allen, por Stanislaw Walery

Depois de auxiliar Sir W. W. Hunter em seu Gazeteer of India no início da década de 1880, Allen voltou sua atenção para a ficção, e entre 1884 e 1899 produziu cerca de trinta romances. Em 1895, seu escandaloso livro intitulado The Woman Who Did, disseminou certas visões surpreendentes sobre o casamento e questões afins, e tornou-se um bestseller. O livro conta a história de uma mulher independente que tem um filho fora do matrimônio.
Em sua carreira, Allen escreveu dois romances sob pseudônimos femininos. Um deles foi a novela The Type-writer Girl, que escreveu sob o nome de Olive Pratt Rayner.
Outra obra, The Evolution of the Idea of God (1897), propondo uma teoria da religião em linhas heterodoxas, tem a desvantagem de se esforçar para explicar tudo por uma teoria. Essa "teoria fantasma" era muitas vezes vista como derivada da teoria de Herbert Spencer. Porém, ficou bem conhecida e breves referências a ela podem ser encontradas em uma revisão por Marcel Mauss, sobrinho de Émile Durkheim, nos artigos de William James e nas obras de Sigmund Freud. O jovem G. K. Chesterton escreveu sobre o que ele considerou a premissa falha da ideia, argumentando que a ideia de Deus precedeu as mitologias humanas, ao invés de se desenvolver a partir delas. Chesterton disse do livro de Grant Allen sobre a evolução da ideia de Deus: "seria muito mais interessante se Deus escrevesse um livro sobre a evolução da ideia de [Grant] Allen".
Ele foi também um pioneiro na ficção científica, com o romance de 1895, The British Barbarians. Este livro, publicado na mesma época do The Time Machine de H. G. Wells, que inclui uma menção de Allen, também descreveu uma viagem no tempo, embora o enredo seja bem diferente. Seu conto The Thames Valley Catastrophe (publicado em 1901 na The Strand Magazine) descreve a destruição de Londres por uma súbita e massiva erupção vulcânica.
Muitas historiografias de ficção policial também mencionam Allen como um inovador. Seu desonesto cavalheiro, o ilustre Coronel Clay, é visto como um precursor para personagens posteriores. Na verdade, o personagem de Allen tem forte semelhança com os trabalhos franceses de Maurice Leblanc sobre Arsène Lupin, publicado muitos anos depois; e Miss Cayley's Adventures e Hilda Wade caracterizam as primeiras detetives do sexo feminino.
Allen se casou duas vezes e teve um filho, Jerrard Grant Allen (1878-1946), um agente teatral/empresário, que em 1913 se casou com a atriz e cantora Violet Englefield. Eles tiveram um filho, Reginald "Reggie" Grant Allen (1910-1985).
Allen morreu em sua casa em Hindhead, Haslemere, Surrey, Inglaterra, em 25 de outubro de 1899. Morreu antes de terminar Hilda Wade. O episódio final do romance, que ditou a seu amigo, médico e vizinho Sir Arthur Conan Doyle de sua cama foi publicado sob o título apropriado, The Episode of the Dead Man Who Spoke na Strand Magazine em 1900.
Um festival anual celebrando a ficção de suspense canadense é realizado anualmente em Wolfe Island, perto de Kingston, cidade natal de Allen.